# Johann Karl Ludwig zu Löwenstein-Wertheim-Freudenberg

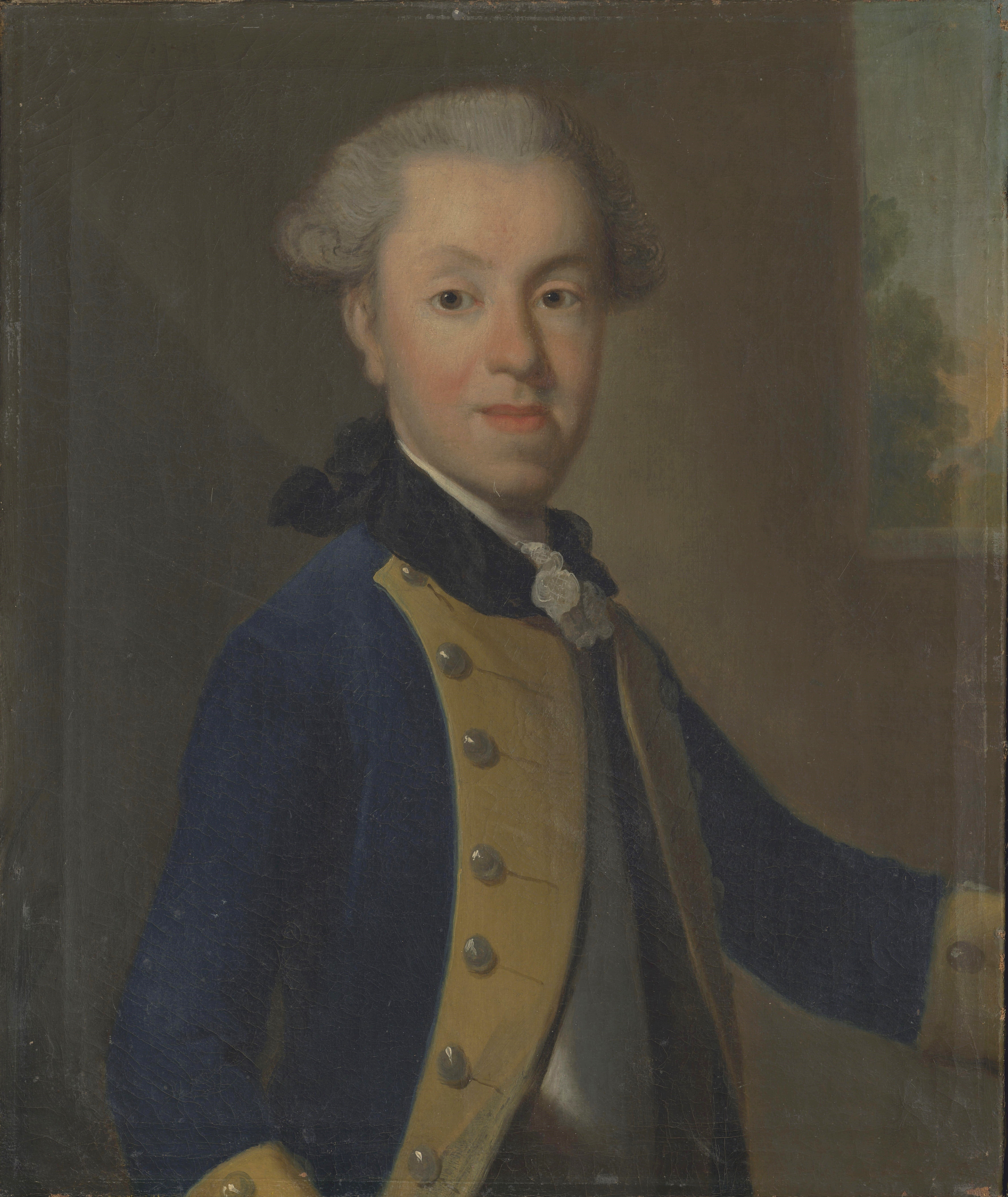
Johann Karl Fürst zu Löwenstein-Wertheim-Freudenberg

Johann Karl Ludwig zu Löwenstein-Wertheim-Virneburg, ab dem 19. November 1812 Johann Karl Ludwig zu Löwenstein-Wertheim-Freudenberg (* 10. Januar 1740 in Wertheim; † 16. Februar 1816 ebenda) war ein deutscher regierender Fürst.

## Leben

### Herkunft

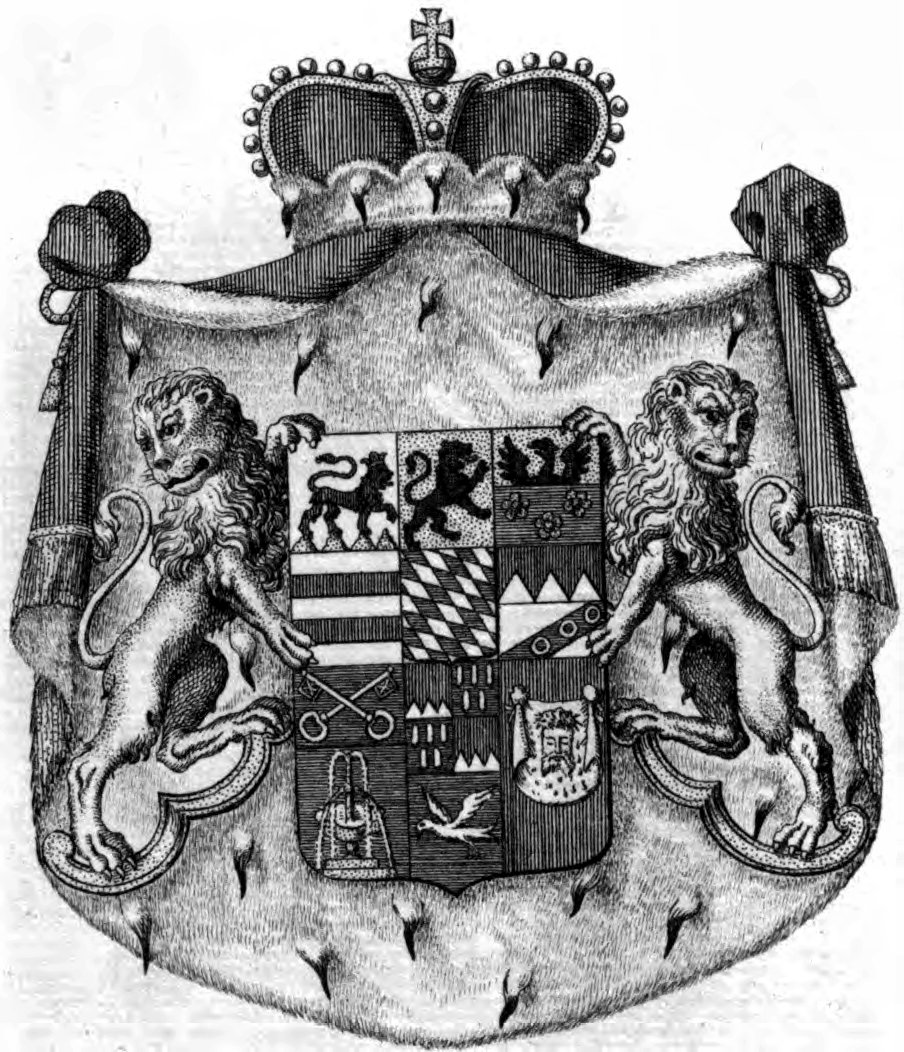
Wappen der Fürsten von Löwenstein-Wertheim-Freudenberg

Das Adelsgeschlecht derer zu Löwenstein geht zurück auf den Wittelsbacher Friedrich I., den Siegreichen, Kurfürst von der Pfalz (1425–1476), dessen Kinder aus seiner morganatischen Ehe mit Clara Tott in der eigenen Dynastie nicht erbberechtigt waren, weshalb sie ein eigenständiges Adelsgeschlecht bildeten. Mit dem Tod des Grafen Ludwig III. von Löwenstein im Jahre 1611 entstanden die beiden Hauptlinien, die evangelische Linie Löwenstein-Wertheim-Virneburg (später Freudenberg) und die katholische Linie Löwenstein-Wertheim-Rochefort (später Rosenberg).

### Familie
Johann Karl Ludwig zu Löwenstein-Wertheim-Freudenberg war der Sohn des Grafen Johann Ludwig Vollrath zu Löwenstein-Wertheim-Virneburg (1705–1790) und dessen Ehefrau Friederike Charlotte Wilhelmine, geborene Erbach-Erbach (1722–1786), Tochter des Grafen Friedrich Karl von Erbach-Erbach (1680–1731).
Am 6. August 1764 heiratete Johann Karl Ludwig zu Löwenstein-Wertheim-Freudenberg in Barchfeld Dorothea Landgräfin von Hessen-Philippsthal-Barchfeld (1738–1799), Tochter des Landgrafen Wilhelm von Hessen-Philippsthal-Barchfeld (1692–1761). Das Paar hatte 12 Kinder:
- Wilhelm Vollrath (*/† 8. Februar 1766),
- Marie Karoline Frederike Luise (* 10. Dezember 1766; † 17. November 1830) ⚭ 1783 (1791 Scheidung) Johann Wilhelm Graf zu Schaumburg-Lippe,
- Wilhelmine (* 11. Februar 1768; † 23. Januar 1771),
- Karl Vollrath (* 4. Juni 1769; † 27. Januar 1771),
- Sophie Amalie Charlotte (* 2. April 1771; † 25. Mai 1823) 1.) ⚭ 1788 Albrecht Friedrich Karl Graf zu Castell-Castell, 2.) ⚭ 1812 Christian Friedrich Graf zu Castell-Rüdenhausen,
- Friedrich Adolf (* 26. Oktober 1772; † 29. Oktober 1776),
- Wilhelmine (* 23. April 1774; † 25. Januar 1817),
- Georg Wilhelm Ludwig (1775–1855),
- Friedrich (* 5. Oktober 1777; † 31. Mai 1813),
- Gustav Adolf (* 14. Juli 1779; † 5. Juli 1799),
- Maximilian Ludwig (* 24. September 1780; † 5. Juli 1781) und
- Wilhelm Ernst Ludwig Karl (* 27. April 1783; † 15. August 1847).

### Werdegang
Graf Johann Karl erhielt für den Verlust der linksrheinischen Grafschaft Virneburg durch den Reichsdeputationshauptschluss 1803 das Amt Freudenberg. Entschädigung für die nachfolgende Mediatisierung war die Erhebung zum Fürsten von Löwenstein-Wertheim-Freudenberg durch den bayerischen König Maximilian I. Joseph 1812, ein Titel.

## Ehrungen und Auszeichnungen
Am 19. November 1812 erhielt die ältere Linie des Löwensteinischen Gesamthauses ihre ursprüngliche Fürstenwürde vom bayerischen König Maximilian I. Joseph wieder zurück.